# Pasquinade

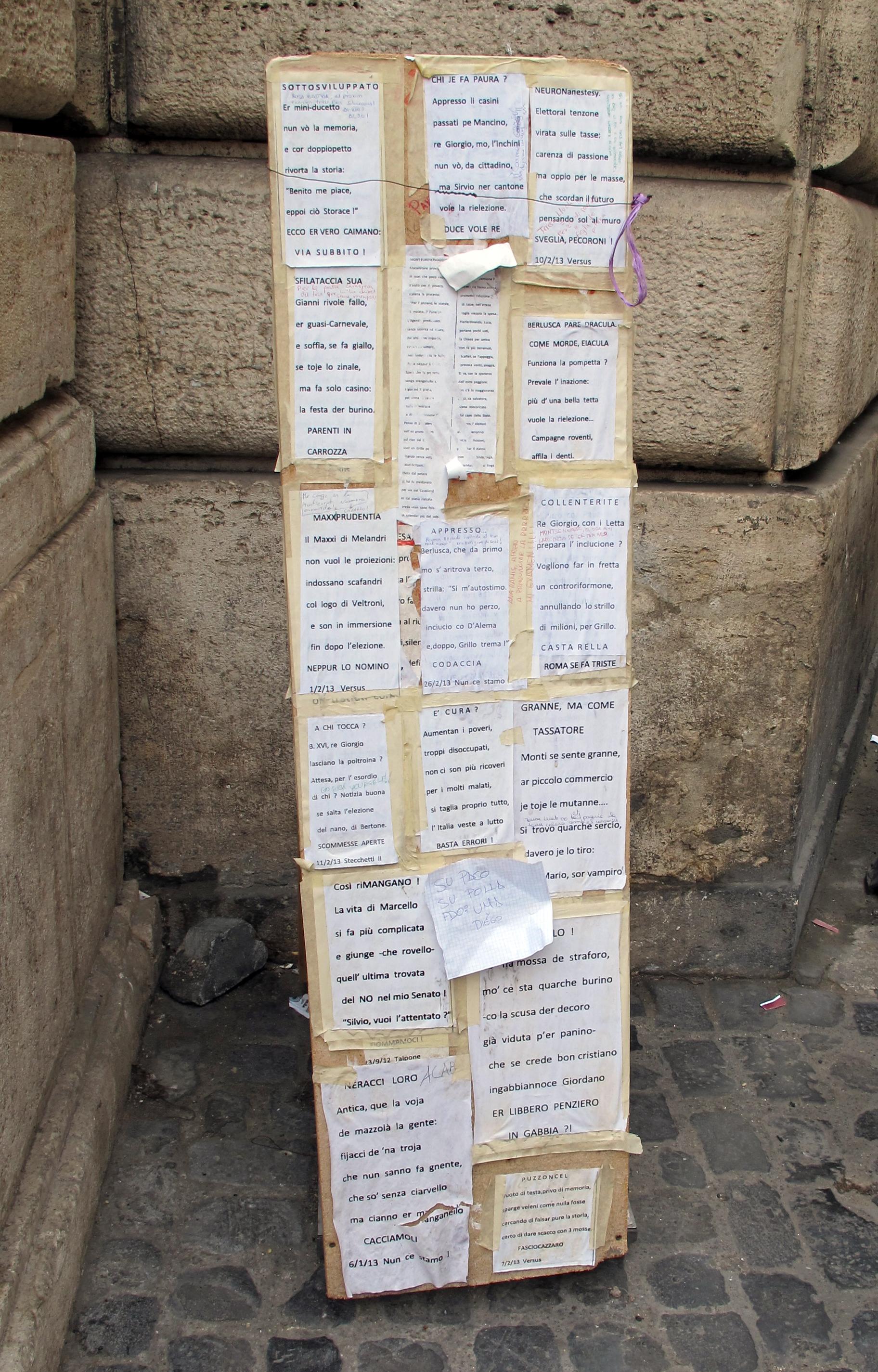
Pasquinades dans l'espace public.

Une pasquinade est une courte satire, libelle ou caricature, souvent anonyme en vers ou en prose,. Le genre se distingue par son agressivité, comme étant particulièrement dirigé vers un individu ou un groupe. Sous l'empire romain les statues pouvaient fréquemment se trouver décorées de pasquinades. Le genre devint populaire dans l'Europe du XVIe siècle. Le terme peut toutefois également par extension désigner une forme de raillerie agressive, triviale ou bouffonne.

## Étymologie
Le terme dérive de la statue de Pasquino à Rome, du fait d'un pamphlet prédisant la mort d'Alexandre VI. Il est toutefois possible que le terme ait été introduit ou réintroduit en français par le biais de Pasquin, type de valet de comédie des XVIIe et XVIIIe siècles.

## De nos jours
Le terme est utilisé comme alternative à stand-up, notamment par l'humoriste Haroun.